# Prasocuris
Prasocuris is een geslacht van kevers uit de familie bladkevers (Chrysomelidae).
De wetenschappelijke naam van het geslacht werd in 1802 gepubliceerd door Latreille.

## Soorten
- Prasocuris bicolora (Rapilly, 1981)
- Prasocuris distincta Lucas, 1849
- Prasocuris fairmairei (Brisout, 1866)
- Prasocuris flavocincta Brullé, 1832
- Prasocuris glabra Herbst, 1783
- Prasocuris gressitti Daccordi & Gruev, 1991
- Prasocuris hannoveriana Fabricius, 1775
- Prasocuris junci Brahm, 1790
- Prasocuris marginella Linnaeus, 1758
- Prasocuris ohbayashii (Sato, 1985)
- Prasocuris phellandrii Linnaeus, 1758
- Prasocuris suffriani Küster, 1852
- Prasocuris vicina Lucas, 1849